# Aristowulos Petmezas
Aristowulos Petmezas (gr. Αριστόβουλος Πετμεζάς; ur. w XIX wieku w Kalawricie, zm. ?) – grecki sportowiec, olimpijczyk (1896).
Uczestniczył w pierwszych nowożytnych igrzyskach olimpijskich. Startował w strzelectwie (pistolet wojskowy z 25 m i karabin wojskowy, 200 m) i gimnastyce (ćwiczenia na koniu z łękami), jednak jego wyniki są nieznane. Wiadomo, że nie zdobył olimpijskiego medalu. Był członkiem klubu Panakhaikos Gymnastikos Syllogos.